# Lijst van nummer 1-hits in de UK Singles Chart in 1996
Deze hits stonden in 1996 op nummer 1 in de UK Singles Chart:
| Datum        | Artiest                                 | Titel                                                                                       |
| ------------ | --------------------------------------- | ------------------------------------------------------------------------------------------- |
| 6 januari    | Michael Jackson                         | Earth song                                                                                  |
| 13 januari   | Michael Jackson                         | Earth song                                                                                  |
| 20 januari   | George Michael                          | Jesus to a child                                                                            |
| 27 januari   | Babylon Zoo                             | Spaceman                                                                                    |
| 3 februari   | Babylon Zoo                             | Spaceman                                                                                    |
| 10 februari  | Babylon Zoo                             | Spaceman                                                                                    |
| 17 februari  | Babylon Zoo                             | Spaceman                                                                                    |
| 24 februari  | Babylon Zoo                             | Spaceman                                                                                    |
| 2 maart      | Oasis                                   | Don't look back in anger                                                                    |
| 9 maart      | Take That                               | How deep is your love                                                                       |
| 16 maart     | Take That                               | How deep is your love                                                                       |
| 23 maart     | Take That                               | How deep is your love                                                                       |
| 30 maart     | The Prodigy                             | Firestarter                                                                                 |
| 6 april      | The Prodigy                             | Firestarter                                                                                 |
| 13 april     | The Prodigy                             | Firestarter                                                                                 |
| 20 april     | Mark Morrisson                          | Return of the Mack                                                                          |
| 27 april     | Mark Morrisson                          | Return of the Mack                                                                          |
| 4 mei        | George Michael                          | Fastlove                                                                                    |
| 11 mei       | George Michael                          | Fastlove                                                                                    |
| 18 mei       | George Michael                          | Fastlove                                                                                    |
| 25 mei       | Gina G                                  | Ooh aah ... just a little bit                                                               |
| 1 juni       | Baddiel & Skinner & The Lightning Seeds | Three lions                                                                                 |
| 8 juni       | Fugees                                  | Killing me softly                                                                           |
| 15 juni      | Fugees                                  | Killing me softly                                                                           |
| 22 juni      | Fugees                                  | Killing me softly                                                                           |
| 29 juni      | Fugees                                  | Killing me softly                                                                           |
| 6 juli       | Baddiel & Skinner & The Lightning Seeds | Three lions                                                                                 |
| 13 juli      | Fugees                                  | Killing me softly                                                                           |
| 20 juli      | Gary Barlow                             | Forever love                                                                                |
| 27 juli      | Spice Girls                             | Wannabe                                                                                     |
| 3 augustus   | Spice Girls                             | Wannabe                                                                                     |
| 10 augustus  | Spice Girls                             | Wannabe                                                                                     |
| 17 augustus  | Spice Girls                             | Wannabe                                                                                     |
| 24 augustus  | Spice Girls                             | Wannabe                                                                                     |
| 31 augustus  | Spice Girls                             | Wannabe                                                                                     |
| 7 september  | Spice Girls                             | Wannabe                                                                                     |
| 14 september | Peter André                             | Flava                                                                                       |
| 21 september | Fugees                                  | Ready or not                                                                                |
| 28 september | Fugees                                  | Ready or not                                                                                |
| 5 oktober    | Deep Blue Something                     | Breakfast at Tiffany's                                                                      |
| 12 oktober   | The Chemical Brothers                   | Setting sun                                                                                 |
| 19 oktober   | Boyzone                                 | Words                                                                                       |
| 26 oktober   | Spice Girls                             | Say you'll be there                                                                         |
| 2 november   | Spice Girls                             | Say you'll be there                                                                         |
| 9 november   | Robson & Jerome                         | What becomes of the broken hearted / Saturday night at the movies / You'll Never Walk Alone |
| 16 november  | Robson & Jerome                         | What becomes of the broken hearted / Saturday night at the movies / You'll never walk alone |
| 23 november  | The Prodigy                             | Breathe                                                                                     |
| 30 november  | The Prodigy                             | Breathe                                                                                     |
| 7 december   | Peter André                             | I feel you                                                                                  |
| 14 december  | Boyzone                                 | A different beat                                                                            |
| 21 december  | Dunblane                                | Knockin' on heaven's door / Throw these guns away                                           |
| 28 december  | Spice Girls                             | 2 become 1                                                                                  |

1952 ·
1953 ·
1954 ·
1955 ·
1956 ·
1957 ·
1958 ·
1959 ·
1960 ·
1961 ·
1962 ·
1963 ·
1964 ·
1965 ·
1966 ·
1967 ·
1968 ·
1969 ·
1970 ·
1971 ·
1972 ·
1973 ·
1974 ·
1975 ·
1976 ·
1977 ·
1978 ·
1979 ·
1980 ·
1981 ·
1982 ·
1983 ·
1984 ·
1985 ·
1986 ·
1987 ·
1988 ·
1989 ·
1990 ·
1991 ·
1992 ·
1993 ·
1994 ·
1995 ·
1996 ·
1997 ·
1998 ·
1999 ·
2000 ·
2001 ·
2002 ·
2003 ·
2004 ·
2005 ·
2006 ·
2007 ·
2008 ·
2009 ·
2010 ·
2011 ·
2012 ·
2013 ·
2014 ·
2015 ·
2016 ·
2017 ·
2018 ·
2019 ·
2020 ·
2021
- Nederland (Top 40)
- Nederland (Single Top 100)
- Vlaanderen (Radio 2 Top 30)
- Vlaanderen (Ultratop 50)
- Wallonië
- Australië
- Denemarken
- Duitsland
- Frankrijk
- Italië
- Noorwegen
- Verenigd Koninkrijk
- Verenigde Staten (Hot 100)